# 若開大屠殺
若開大屠杀，是第二次世界大戰期間在緬甸阿拉干地區發生的一場由孟加拉V支隊殺害10萬名若開族佛教平民的屠殺事件，若開人稱之為種族清洗。

## 历史
二次大战期间，為阻斷日軍通過阿拉干向印度推進，英軍組建了一支由孟加拉穆斯林組成的部隊「孟加拉V支隊」。但英國人撤進印度之後，這支已經被武裝起來的隊伍並不太抵抗日軍，而是驅趕、屠殺阿拉干地區的若開族佛教平民，侵占土地(因若開人曾受日軍支持)。根據緬甸人和英國人的記錄，數百個若開村莊被V支隊燒毀，超過10萬名佛教平民被殺害。在屠殺後阿拉干北部穆斯林佔了人口絕大多數。
孟加拉V支隊的後裔多半是今日的羅興亞人。